# Environmental Performance Index

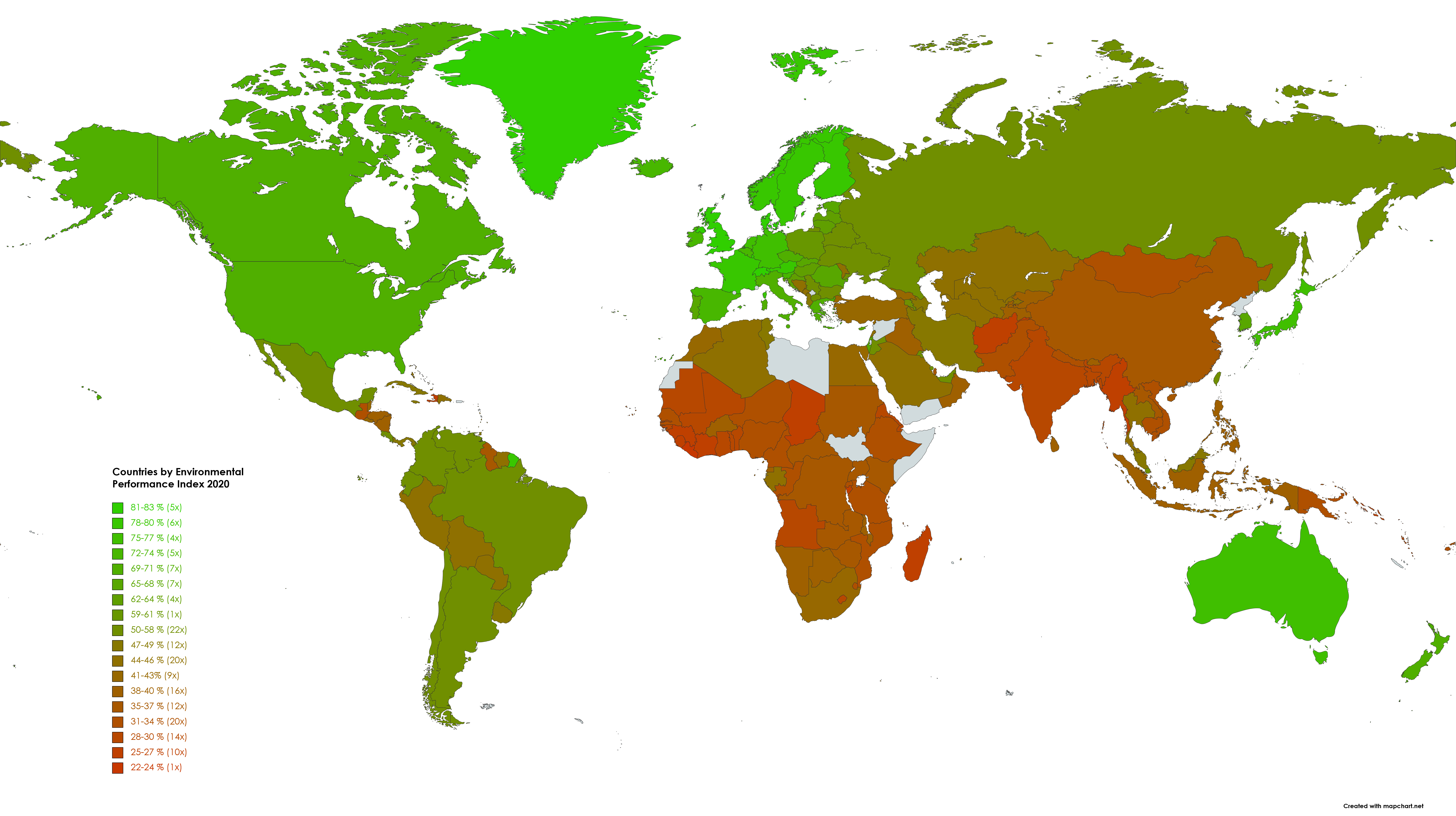
Weltkarte des Environmental Performance Index (2020)

Der Environmental Performance Index (EPI) ist ein Versuch, die ökologische Leistungsbilanz von Staaten quantitativ darzustellen und zu vergleichen. Er wurde vom Fachbereich Environmental Sustainability Index der Yale University entwickelt und basiert auf der Methodik der Nutzwertanalyse. Der Index entstand in Zusammenarbeit mit der Columbia University, dem Weltwirtschaftsforum und der Gemeinsamen Forschungsstelle der Europäischen Kommission.

## Indikatoren
Der Environmental Performance Index umfasst 16 Indikatoren aus den Bereichen Umweltgesundheit, Luftqualität, Wasser, Biodiversität, natürliche Ressourcen und Energie. Sie sollen sowohl den aktuellen Zustand als auch die Dynamik des Ökosystems abbilden:
| Bereich                | Kategorie              | Indikator                 | Quelle                                       | Zielwert                                    | Gewichtung innerhalb der Kategorie | Gesamt- gewichtung |
| ---------------------- | ---------------------- | ------------------------- | -------------------------------------------- | ------------------------------------------- | ---------------------------------- | ------------------ |
| Zustand des Ökosystems | Zustand des Ökosystems | Feinstaub                 | Weltbank, WHO                                | 10 µg/m³                                    | 13 %                               | 50 %               |
| Zustand des Ökosystems | Zustand des Ökosystems | Luftbelastung in Gebäuden | WHO                                          | 0 % der Haushalte verwenden Festbrennstoffe | 22 %                               | 50 %               |
| Zustand des Ökosystems | Zustand des Ökosystems | Trinkwasser               | WHO-UNICEF Joint Monitoring Programm         | 100 % Zugang                                | 22 %                               | 50 %               |
| Zustand des Ökosystems | Zustand des Ökosystems | Abwasserentsorgung        | WHO-UNICEF Joint Monitoring Programm (JMP)   | 100 % Zugang                                | 21 %                               | 50 %               |
| Zustand des Ökosystems | Zustand des Ökosystems | Kindersterblichkeit       | UN Population Division                       | 0 Tote pro 1000 Einwohner zwischen 1 und 4  | 21 %                               | 50 %               |
| Dynamik des Ökosystems | Luft                   | Feinstaub                 | Weltbank, WHO                                | 10 µg/m³                                    | 50 %                               | 10 %               |
| Dynamik des Ökosystems | Luft                   | Regionale Ozonbelastung   | MOZART Modell                                | 15 ppb                                      | 50 %                               | 10 %               |
| Dynamik des Ökosystems | Wasser                 | Stickstoffbelastung       | UNH Water Systems Analysis Group             | 1 mg/liter                                  | 50 %                               | 10 %               |
| Dynamik des Ökosystems | Wasser                 | Wasserverbrauch           | UNH Water Systems Analysis Group             | 0 % übermäßiger Verbrauch                   | 50 %                               | 10 %               |
| Dynamik des Ökosystems | Biodiversität          | Schutz des Ökohaushalts   | CIESIN, Wildlife Conservation Society        | 90 % des Ökohaushalts unter Schutz          | 39 %                               | 10 %               |
| Dynamik des Ökosystems | Biodiversität          | Schutz der Natur          | CIESIN                                       | 10 % für alle Biome                         | 39 %                               | 10 %               |
| Dynamik des Ökosystems | Biodiversität          | Waldnutzung               | FAO                                          | 3 %                                         | 15 %                               | 10 %               |
| Dynamik des Ökosystems | Biodiversität          | Wasserverbrauch           | UNH Water Systems Analysis Group             | 0 % übermäßiger Verbrauch                   | 7 %                                | 10 %               |
| Dynamik des Ökosystems | Natürliche Ressourcen  | Waldnutzung               | FAO                                          | 3 %                                         | 33 %                               | 10 %               |
| Dynamik des Ökosystems | Natürliche Ressourcen  | Überfischung              | South Pacific Applied Geosciences Commission | keine Überfischung                          | 33 %                               | 10 %               |
| Dynamik des Ökosystems | Natürliche Ressourcen  | Agrarsubventionen         | WTO, US-Agrarministerium                     | 0 %                                         | 33 %                               | 10 %               |
| Dynamik des Ökosystems | Nachhaltige Energie    | Energieeffizienz          | Energy Information Administration            | 1.650 Terajoules pro Million $ BIP          | 43 %                               | 10 %               |
| Dynamik des Ökosystems | Nachhaltige Energie    | Erneuerbare Energie       | Energy Information Administration            | 100 %                                       | 10 %                               | 10 %               |
| Dynamik des Ökosystems | Nachhaltige Energie    | CO2 pro BIP               | Carbon Dioxide Information Analysis Center   | keine Emissionen                            | 47 %                               | 10 %               |

## Ergebnisse
| EPI Gesamtwertung (Top-30-Länder) | EPI Gesamtwertung (Top-30-Länder) | EPI Gesamtwertung (Top-30-Länder) | EPI Gesamtwertung (Top-30-Länder) | EPI Gesamtwertung (Top-30-Länder) |
| Rang                              | Land                              | 2020!! \| 2010                    |                                   |                                   |
| --------------------------------- | --------------------------------- | --------------------------------- | --------------------------------- | --------------------------------- |
| 1                                 | Dänemark                          | 82,5                              | 75,2                              |                                   |
| 2                                 | Luxemburg                         | 82,3                              | 70,7                              |                                   |
| 3                                 | Schweiz                           | 81,5                              | 72,9                              |                                   |
| 4                                 | Vereinigtes Königreich            | 81,3                              | 72,3                              |                                   |
| 5                                 | Frankreich                        | 80,0                              | 74,2                              |                                   |
| 6                                 | Österreich                        | 79,6                              | 75,2                              |                                   |
| 7                                 | Finnland                          | 78,9                              | 73,3                              |                                   |
| 8                                 | Schweden                          | 78,7                              | 73,4                              |                                   |
| 9                                 | Norwegen                          | 77,7                              | 70,1                              |                                   |
| 10                                | Deutschland                       | 77,2                              | 76,0                              |                                   |
| 11                                | Niederlande                       | 75,3                              | 73,8                              |                                   |
| 12                                | Japan                             | 75,1                              | 75,6                              |                                   |
| 13                                | Australien                        | 74,9                              | 69,4                              |                                   |
| 14                                | Spanien                           | 74,4                              | 65,8                              |                                   |
| 15                                | Belgien                           | 73,3                              | 71,2                              |                                   |
| 16                                | Irland                            | 72,8                              | 69,9                              |                                   |
| 17                                | Island                            | 72,3                              | 71,9                              |                                   |
| 18                                | Slowenien                         | 72,0                              | 67,4                              |                                   |
| 19                                | Neuseeland                        | 71,3                              | 70,5                              |                                   |
| 20                                | Kanada                            | 71,0                              | 67,3                              |                                   |
| 21                                | Tschechien                        | 71,0                              | 67,8                              |                                   |
| 22                                | Italien                           | 71,0                              | 69,9                              |                                   |
| 23                                | Malta                             | 70,7                              | 59,1                              |                                   |
| 24                                | Vereinigte Staaten                | 69,3                              | 65,7                              |                                   |
| 25                                | Griechenland                      | 69,1                              | 65,7                              |                                   |
| 26                                | Slowakei                          | 68,3                              | 64,2                              |                                   |
| 27                                | Portugal                          | 67,0                              | 63,0                              |                                   |
| 28                                | Südkorea                          | 66,5                              | 64,3                              |                                   |
| 29                                | Israel                            | 65,8                              | 60,6                              |                                   |
| 30                                | Estland                           | 65,3                              | 61,3                              |                                   |

### Details zu den Ergebnissen
Auffallend ist ein enger Zusammenhang zwischen dem Reichtum eines Staates und dem Abschneiden beim Umweltschutz. Die meisten entwickelten Länder erreichen hohe Umweltstandards. Jene Länder mit der schlechtesten Bewertung im EPI 2006, wie zum Beispiel Äthiopien, Mali, Mauretanien, Tschad und Niger sind durchgehend arm. Sie haben sowohl gering ausgeprägte Investitionskapazitäten für Infrastruktur, einschließlich Wasser- und Sanitärversorgung, als auch tendenziell schwache Umweltaufsichtsbehörden.

#### Österreich
Wie die meisten hoch entwickelten Staaten erreicht Österreich bei der Kindersterblichkeit und beim Zugang zu sauberem Trinkwasser eine gute Bewertung. Zudem zeichnet sich das Land durch effiziente Energie und Ressourcennutzung aus. Schlechte Noten gab es dagegen im Naturschutz. Beim Indikator „Ecoregion Protection“ erreicht Österreich lediglich 12 Punkte und schneidet im Vergleich zu Frankreich (70 Punkte) und Großbritannien (69 Punkte) sehr schlecht ab. Die Bewertung basiert auf den Einträgen der von der Weltnaturschutzunion (IUCN) und dem Umweltprogramm der Vereinten Nationen errichteten World Database on Protected Areas (WDPA). Noch schlechter sind Österreichs Werte bei der Abdeckung durch Schutzgebiete. Während Großbritannien 29 Punkte vorweist, erhielt Österreich lediglich 6 Punkte. Die Autoren betonen jedoch, dass bei der Berechnung nur die noch heute vorhandenen Wildnisgebiete herangezogen wurden. Staaten, die bereits vor Jahren ihre Wildnis zerstört haben, bekamen keine Abzüge.

#### Weitere Staaten
Der erste Pilot 2006 Environmental Performance Index wurde am 26. Januar 2006 beim Weltwirtschaftsforum vorgestellt. Die drei umweltfreundlichsten Länder waren demnach Neuseeland, Schweden und Finnland. Im neuesten Ranking des Jahres 2008 liegen die Schweiz, Norwegen und Schweden vorn.